# Ташенберг, Эрнст Отто
Эрнст Отто Вильгельм Ташенберг (нем. Ernst Otto Wilhelm Taschenberg) — немецкий зоолог, сын Эрнста Людвига Ташенберга.

## Биография
Эрнст Отто Ташенберг родился в 1854 году в городе Цана (близ Виттенберга), изучал естественные науки и преимущественно зоологию в Галле и в Лейпциге, где занимался под руководством Лейкарта. За диссертацию «Anatomie, Histologie und Systematik der Cylicozoa, einer Ordnung der Hydrozoa» получил в 1876 году степень доктора философии. 
С 1879 года читал зоологию в Галле, а с 1885 года состоял ассистентом Зоологического института. В 1888 году назначен там же экстраординарным профессором зоологии и после смерти отца — учёным хранителем коллекций Зоологического института.

## Избранные сочинения
- «Unsere Kenntnisse von den Veränderungen im thierischen Ei zur Zeit der Reife und unmittelbar nach der Befruchtung» (Геттинген, 1879);
- «Beiträge zur Kenntnis ectoparasitischer mariner Trematoden» (Галле, 1879);
- «Die Flöhe. Die Arten der Insectenordnung Suctoria nach ihrem Chitinskelett monographicsh dargestellt» (Галле, 1880);
- «Die Lehre von der Urzeugung sonst und jetzt» (Галле, 1882);
- «Die Verwandlungen der Thiere» (Лейпциг и Прага, 1882);
- «Bilder aus dem Thierleben» (Лпц. и Прага, 1885);
- «Historische Entwicklung der Lehre von der Parthenogenesis» (Галле, 1892);
- «Geschichte der Zoologie und d. zoologischen Sammlungen an der Universität Halle 1694—1894» (Галле, 1894);
- «Repetitorium d. Zoologie» (Бресл., 1891, 2-е изд. 1901);
- «Schutz der Obstbäume und deren Früchte gegen feindliche Thiere» (Штутгарт, 1901).

Кроме того, Ташенберг принимал участие во втором издании «Naumann’s Naturgeschichte der Vögel Deutschland’s und des angrenzenden Mitteleuropa’s». С 1887 года Ташенберг издает «Bibliotheca Zoologica, Verzeichnis der Schriften über Zoologie, welche von 1861—1880 erschienen sind» (Лейпциг), в которой перечислены все работы по зоологии, появившиеся в периодических изданиях и, кроме того, все работы по зоологии, напечатанные самостоятельно с 1861—80 г. Этот труд является продолжением работ Энгельманна и Каруса. Вместе с Вангерином Ташенберг с 1893 года состоит редактором «Verhandlungen der Gesellschaft deutscher Naturforscher und Ärzte».